# الإمبراطور ساكوراماتشي
الإمبراطور ساكوراماتشي (باليابانية: 桜町天皇 ساكوراماتشي تينو) (8 فبراير 1720- 28 مايو 1750) كان الإمبراطور الخامس عشر بعد المائة في اليابان وفقا للترتيب الأباطرة. امتدت فترة حكم الإمبراطور ساكوراماتشي في الفترة بين عامي 1735و 1747.